# Costa di Cuglieri
Costa di Cuglieri este o arie protejată (arie de protecție specială avifaunistică — SPA) din Italia întinsă pe o suprafață de 2.845 ha, din care 18 % marine.

## Localizare
Centrul sitului Costa di Cuglieri este situat la coordonatele 40°09′47″N 8°28′39″E / 40.163087°N 8.477461°E.

## Înființare
Situl Costa di Cuglieri a fost declarat arie de protecție specială avifaunistică în iulie 2009 pentru a proteja 1 specie de plante și 16 specii de animale.

## Biodiversitate
Situată în ecoregiunea mediteraneană, aria protejată conține 10 habitate naturale: Estuare, Păduri de Quercus ilex și Quercus rotundifolia, Faleze cu vegetație de Limonium spp. endemic de pe coastele mediteraneene, Recifuri, Păduri de Olea și Ceratonia, Dune de coastă cu Juniperus spp., Straturi cu Posidonia (Posidonion oceanicae), Tufărișuri termo-mediteraneene și de pre-deșert, Matorral arborescenți cu Juniperus spp., Vegetație anuală la limita mareei.
La baza desemnării sitului se află mai multe specii protejate:
- plante (1): Linaria flava
- păsări (12): Alectoris barbara, fâsă-de-câmp (Anthus campestris), pasărea ogorului (Burhinus oedicnemus), dumbrăveancă (Coracias garrulus), șoim călător (Falco peregrinus), sfrâncioc roșiatic (Lanius collurio), Larus audouinii, ciocârlie de pădure (Lullula arborea), ciocârlie de bărăgan (Melanocorypha calandra), Phalacrocorax aristotelis desmarestii, Sylvia sarda, silvie de tufiș (Sylvia undata)
- amfibieni (1): Discoglossus sardus
- mamifere (1): liliacul mare cu potcoavă (Rhinolophus ferrumequinum)
- nevertebrate (1): Papilio hospiton
- reptile (1): țestoasă bănățeană (Testudo hermanni)

Pe lângă speciile protejate, pe teritoriul sitului au mai fost identificate 8 specii de plante, 30 de specii de păsări, 1 specie de reptile.